# Загублений золотий рудник голландця

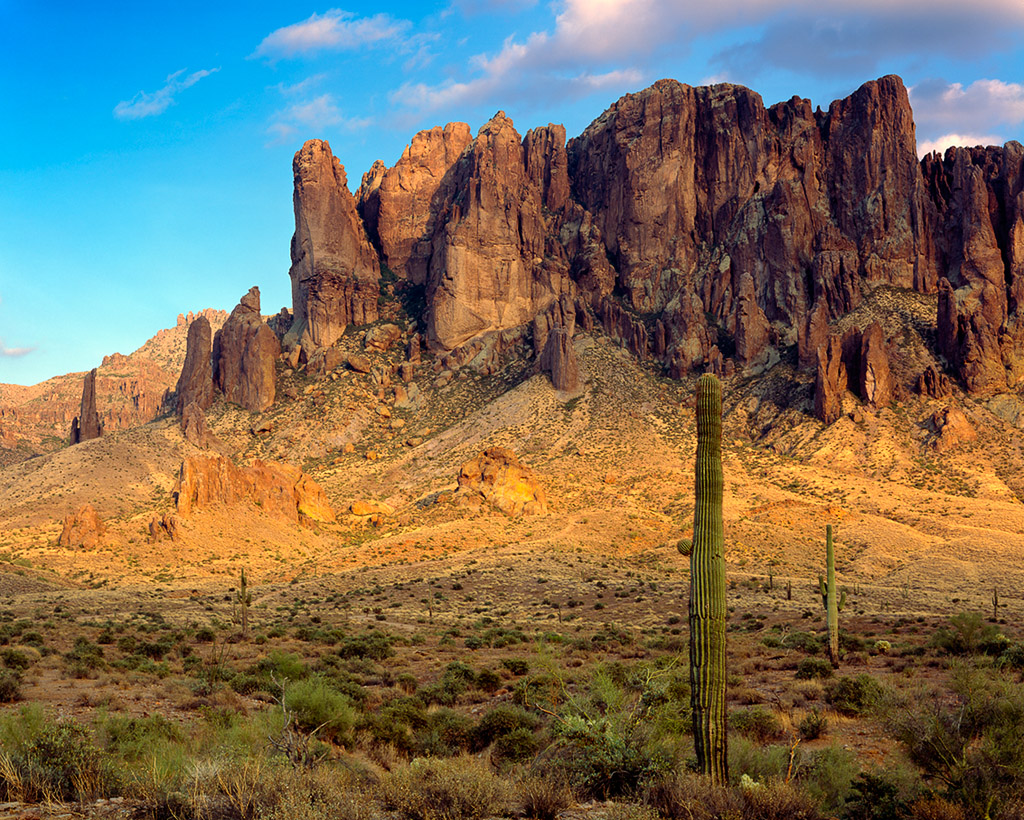
Східна частина гір Марнослав'я

Загублений золотий рудник голландця (англ. Lost Dutchman’s Gold Mine) — легендарний величезний золотий рудник, який нібито знаходиться десь на південному заході США. За легендою рудник розташований десь у горах Марнослав'я в штаті Аризона, недалеко від міста Фінікс.
Пошуки рудника тривають з XIX століття до сьогодні. Під час пошуків деякі шукачі загинули при невстановлених обставинах. Це породило чутки, що шахта проклята або ж її охороняють невідомі сили.

## Історія

### Іспанська експедиція
За однією з легенд у 1540 році конкістадор Франсиско Васкеса де Коронадо організував іспанську експедицію для пошуків «Семи золотих міст Сіболи». Його експедиція прибула до району гір Марнослав'я, який в ті часи населяли індіанці-апачі. Від індіанців вони дізнались про великі поклади золота на горі. Однак індіанці відмовилися допомогти їм знайти золото, оскільки вважали, що гора є домівкою для бога грому, а тому це священна земля, на яку не можна ступати. Іспанці залишилися непохитні і піднялися на гору, незважаючи на всі застереження, що бог покарає їх за це. В ході пошуків один за іншим таємничим чином почали зникати люди. Згодом їх знайшли мертвими. Їхні тіла були понівечені і обезголовлені. Решта іспанців в паніці втекли і охрестили гору «Горою Марнослав'я».
Наступна частина легенди розповідає про єзуїтського священика на ім'я Панотець Еусебіо Франсіско Кіно, який, як кажуть, прибув в цей район приблизно через 150 років після експедиції де Коронадо. Первинною метою священика було обернути індіанців в християнство. Але коли він почув про золото на Горі Марнослав'я, то теж почав його шукати.

### Родина Перальта
Перша офіційна згадка про рудник датується 1748 роком, коли Іспанське королівство подарувало частину земель сучасної Аризони разом з Горою Марнослав'я мексиканському скотарю на ім'я Дон Миґель Перальта де Сонора. Наступні сто років родина скотаря добувала на горі золото, що розгнівало апачі. Після того як індіанці почали нападати на золотошукачів Перальта більше не наважився підійматись на гору, а усі мапи місцезнаходження рудника були втрачені.

### Яков Вальц

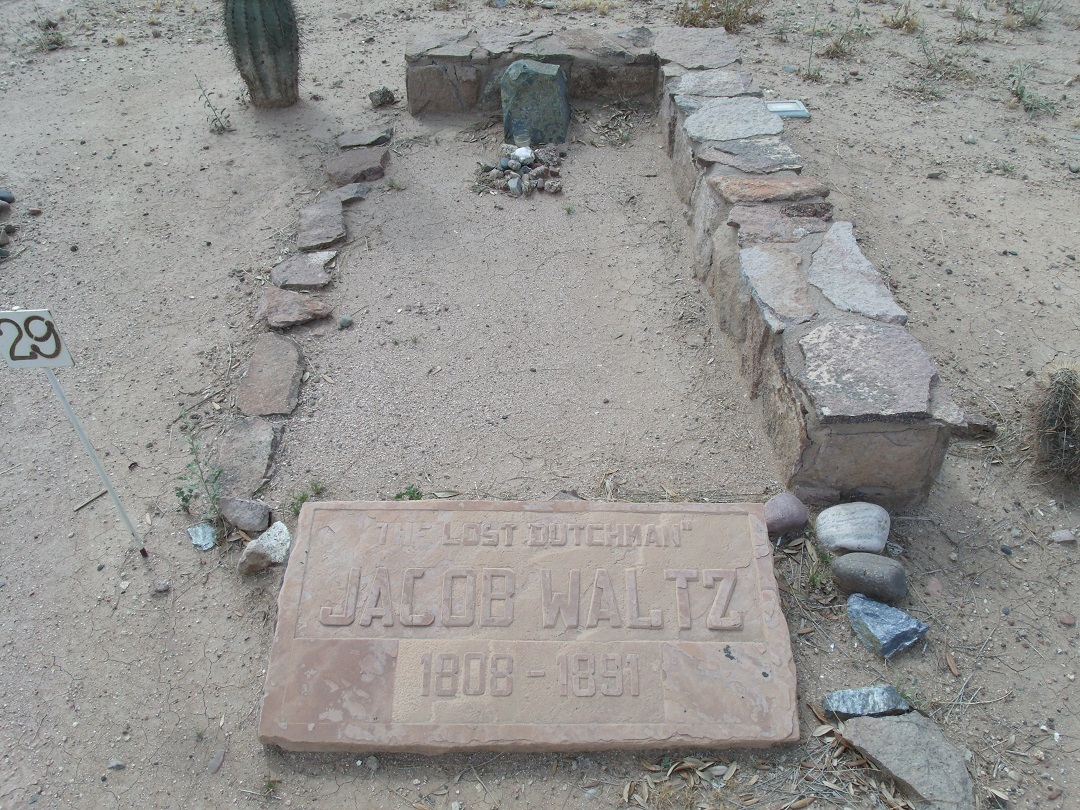
Могила «голландця» Якова Вальца

Наприкінці 1860-тих років німецький іммігрант Яков Вальц (1808—1891) прибув в Аризону під час Золотої лихоманки. За однією з легенд, Вальц зустрів Перальта, який розповів йому про родинну шахту і видав тимчасові документи на неї. Разом зі своїм партнером Яковом Вейзнером вирушив до гори і почав добувати золото. 
За легендою Вальц ненадовго залишив шахту щоб привезти припаси. Коли він повернувся, то знайшов Вейзнера мертвим. Злякавшись за своє життя, Вальц забрав стільки золота, скільки міг понести, ретельно замаскував вхід в рудник і повернувся у Фінікс. До кінця життя він тримав місцеположення рудника в таємниці і більше ніколи туди не повертався. Вальц помер у 1891 році, а шахту почали називати «загубленим рудником голландця» (у ті часи англомовні американці називали голландців та німців одним словом).

## Наші часи
Сьогодні Золотий рудник голландця є найвідомішим з «забутих рудників». Щороку на його пошуки вирушає приблизно 8000 шукачів. 
Більшість сучасних американських істориків і фольклористів вважають рудник міфом, проте в його існування вірить чимало авторитетних людей, зокрема колишній генеральний прокурор Аризони Роберт Корбін сам активно займався пошуками рудника.